# Distretto di Inguilpata
Il distretto di Inguilpata è un distretto del Perù nella provincia di Luya (regione di Amazonas) con 694 abitanti al censimento 2007 dei quali 410 urbani e 284 rurali.
È stato istituito il 21 ottobre 1942.

## Località
Il distretto è formato dall'insieme delle seguenti località:
- Inguilpata
- Shanico
- Viella
- Retama
- Cashapampa
- Hornopampa
- Huasicunga
- Huallaconga
- Alferjas Pampa
- Angulo
- Osicopampa o Visalot
- Lucma
- Mio Pucro
- Chacra Colorada
- La Paccha
- Utcubamba
- Chiquial